# محکوم به مرگی گریخته‌است
محکوم‌به‌مرگی گریخته‌است یا باد هر کجا که بخواهد می‌وزد (به فرانسوی: Un condamné à mort s'est échappé ou Le vent souffle où il veut) فیلمی فرانسوی در ژانر درام و جنگی، به کارگردانی روبر برسون و محصول سال ۱۹۵۶ است.
فیلم بر پایه خاطرات آندره دوینی ساخته شده‌است؛ یک زندانی جنگی که در طول جنگ جهانی دوم در زندان مونتلوک نگهداری می‌شد. شخصیت اصلی این فیلم فونتن نام دارد. عنوان فرعی این فیلم از کتاب مقدس، John 3:8 گرفته شده‌است. خود برسون همچون دوینی و شخصیت فونتن توسط نازی‌ها به خاطر عضویت در جنبش مقاومت فرانسه به زندان افکنده شده بود.
فیلم مردی گریخت به جشنواره فیلم کن سال ۱۹۵۷ هم وارد شد. این فیلم در کتاب ۱۰۰۱ فیلمی که باید پیش از مرگ ببینید هم گنجانده شده و از جمله معروف‌ترین فیلم‌های برسون است. موسیقی فیلم هم از آثار موزارت گرفته شده‌است.